# The Sims 2: Island
The Sims 2: Island, anche noto come The Sims 2: Castaway, è un videogioco del genere simulatore di vita pubblicato da Electronic Arts nel 2007. Appartenente alla serie The Sims, è l'ultimo spin-off di The Sims 2 pubblicato per console.